# Parafia Podwyższenia Krzyża Świętego w Legnicy
Parafia pw. Podwyższenia Krzyża Świętego w Legnicy – parafia rzymskokatolicka znajdująca się w dekanacie Legnica Wschód diecezji legnickiej. Obsługiwana przez księży diecezjalnych. Erygowana 16 listopada 1989. Mieści się przy ulicy Sikorskiego. 

## Zasięg parafii
- Legnica z ulicami:  Baczyńskiego, Bociania, Czysta, Dąbrówki, Gałczyńskiego, Gojawiczyńskiej, Gombrowicza, Jastruna, Kanarkowa, Kraka, Nałkowskiej, Norwida, Pruszyńskiego, Przybosia, Sawy, Skowronkowa, Spokojna, Staffa, Szaniawskiego, Szpakowa, Tuwima, Wandy, Wańkowicza, Warsa, Wierzyńskiego, Witkiewicza, Worcella, Wrocławska nr 250-267, Wronia, Zacisze, Zapolskiej, Ziemowita, V Dywizji Wojska Polskiego,
- Ziemnice – ul. Kostowskiego i Legnicka.

## Proboszczowie
- ks. Józef Adamowicz (1989–1998)
- ks. Roman Raczak (od 1998)